# Internet Brands
Internet Brands är ett amerikanskt företag i El Segundo och som äger flera nyhets- och e-handelssajter. Företaget grundades 1998 som CarsDirect.com och bytte namn 2005. År 2006 köpte man de wikibaserade webbplatserna Wikitravel och World 66.

## Webbplatser ägda av Internet Brands

### Bilar och bilteknik
- Autodata Solutions
- Autos.com
- CarsDirect.com
- GreenHybrid.com
- New Car Test Drive
- Wikicars.org

### Hem & bostad
- Bestrate.com
- LoanApp.com
- RealEstateABC.com

### Resor
- BBonline.com
- Cruisemates.com
- CruiseReviews.com
- FlyerTalk.com
- Vamoose.com
- VacationHomes.com
- Wikitravel
- World66